# David Bairstow
David Leslie Bairstow (1 de septiembre de 1951 - 5 de enero de 1998) fue un jugador de críquet inglés que jugó para Yorkshire e Inglaterra como portero. También jugó al fútbol para el club de su ciudad natal, el Bradford City. Es el padre del jugador de críquet internacional de Inglaterra Jonny Bairstow.

## Primeros años y educación
Nacido en Bradford, Yorkshire, Bairstow destacó en la escuela en varios deportes y jugó fútbol varias veces para Bradford City, pero finalmente se decidió por el críquet y jugó su primer partido de condado contra Gloucestershire en 1970 después de tomar un nivel A a las 6 a. m. para jugar.

## Carrera
Jugó para Yorkshire durante toda su carrera y fue capitán del club de 1984 a 1986, aunque este no fue un período feliz. Apodado "Bluey" por su pelo rojo, su agresividad en el campo y sus estadísticas de juego lo hicieron destacar. Era particularmente querido por el público de Yorkshire por su habilidad para remontar partidos con overs limitados gracias a su swing de bateo en los últimos turnos. En 459 partidos de críquet de primera clase, anotó 13.961 carreras con un promedio de 26,44, con una puntuación máxima de 145. Consiguió 961 recepciones y 137 stumpings, y quizás sea el segundo jugador, después de Jimmy Binks, en la historia de los jugadores de críquet de Yorkshire. Jugó 429 partidos de un día, anotando 5.439 carreras con un promedio de 20,68 y un siglo. Bairstow jugó durante 21 temporadas, tres de ellas como capitán del club.
Bairstow fue descrito por el Wisden Cricketers' Almanack como quizás el único hombre inequívocamente popular en Yorkshire, en una época en la que la fortuna del condado se veía mermada por luchas internas y sus propias regulaciones, que le impedían presentar jugadores nacidos fuera del condado. Sus años como capitán del condado fueron, según Derek Hodgson, una serie de cargas de caballería cuesta arriba. Sin embargo, Bairstow ayudó al condado en sus escasos éxitos durante su carrera, incluyendo la John Player League en 1983 y la Benson and Hedges Cup en 1987. También llevó a Yorkshire como capitán (y hombre del partido ) a una estrecha derrota en una semifinal de la Benson and Hedges Cup contra Warwickshire en 1984. Su único List A hundred, en la misma competición en 1981, llegó sin embargo en una victoria en un juego extraordinario contra Derbyshire, donde dominó una posición ininterrumpida de último wicket de 80 con Mark Johnson para darle a Yorkshire una improbable victoria de un wicket.
Jugó solo cuatro partidos de prueba para Inglaterra, ya que estaba detrás de Bob Taylor y más tarde de Paul Downton en la mente de los selectores. Hizo 59 (su puntuación más alta en la prueba) en su debut, y en su segunda prueba, en el campo de su condado natal, fue el máximo anotador en las primeras entradas con 40 cuando Inglaterra rescató un empate contra las Indias Occidentales después de colapsar inicialmente. Tuvo más oportunidades en One Day Internationals con la fuerza de su bateo en el cricket doméstico, hizo diez siglos de primera clase, pero falló constantemente en abrirse paso, y nunca anotó más de 23 en sus veinte entradas de ODI. Un momento destacado de su carrera internacional llegó en un One Day International en Sydney Cricket Ground en 1980. Su colega del condado, Graham Stevenson, salió para unirse a Bairstow en el pliegue con 35 deseados de seis overs. "Buenas noches, muchacho", dijo Bairstow. "Podemos orinar esto". Lo hicieron, asegurando la victoria de Inglaterra por dos wickets.  La reseña de Wisden sobre esta gira observó: «Inglaterra no podría haber recibido un mejor servicio de sus dos porteros» (Bairstow y Taylor).
Jugó para Griqualand West, durante los inviernos de 1976 y 1977, apareciendo bastante como lanzador de costura en dos ocasiones y tomando 3-82 contra Transvaal B. Obtuvo sus mejores cifras de primera clase, 3-25, hacia el final de su carrera, en un partido (en el que Richard Blakey mantenía el wicket) contra el MCC en 1987.
Bairstow apareció después de retirarse en un partido testimonial en Trent Bridge para Derek Randall en 1993, jugando para un XI de Inglaterra contra un XI australiano, y estaba en el wicket (bateando con Bob Taylor) cuando el partido terminó en empate.

## Jubilación y muerte
Tras retirarse como jugador en 1990, Bairstow se convirtió en un conocido comentarista de radio. Sin embargo, tuvo discusiones con la directiva de Yorkshire y también sufrió depresión. A finales de 1997, Bairstow tomó una sobredosis de pastillas y aunque sobrevivió, se ahorcó unas semanas después en su casa de Marton-cum-Grafton, Yorkshire. Tenía 46 años. El forense del caso emitió un veredicto abierto, afirmando que no estaba convencido de que Bairstow hubiera tenido la intención de suicidarse.

## Familia
Bairstow tuvo dos hijos, quienes se convirtieron en jugadores profesionales de críquet. Su hijo de su primer matrimonio, Andrés, jugó brevemente al críquet de primera clase con Derbyshire. Su hijo de su segundo matrimonio, Jonny, actualmente juega como wicket-keeper y bateador tanto para Yorkshire como para Inglaterra. El número de equipo elegido por Jonny es el 51, un homenaje al año de nacimiento de su padre.